# Agrypon zabriskiei
Agrypon zabriskiei là một loài tò vò trong họ Ichneumonidae.